# Gare d’Houdemont
Gare d’Houdemont vasútállomás Franciaországban, Houdemont településen.

## Vasútvonalak
Az állomást az alábbi vasútvonalak érintik:
- Jarville-la-Malgrange–Mirecourt-vasútvonal
- Champigneulles-Houdemont-vasútvonal

## Kapcsolódó állomások
A vasútállomáshoz az alábbi állomások vannak a legközelebb:
- Gare de Jarville-la-Malgrange
- Gare de Ludres